# Georg Hohermuth von Speyer
Georg Hohermuth von Speyer ou Jorge d'Espira, né vers 1500 à Spire et mort le 11 juin 1540 à Coro, est un conquistador allemand.

## Biographie
Hohermuth est au service de Bartholomé Welser à Augsbourg, Lyon et Séville. Il reçoit un blason de l'empereur Charles Quint en 1530 et est nommé gouverneur et capitaine général de la Klein-Venedig et du Cap de la Vela en 1534. Succédant à Ambrosius Ehinger, avec Philipp von Hutten et Nikolaus Federmann, Hohermuth atteint Coro en 1535. En plus de ses tâches dans les domaines de la justice, il doit pacifier la colonie mais il se concentre surtout vers la recherche de l'El Dorado. En mai 1535, il franchit ainsi la cordillère de Mérida et entre dans le bassin marécageux de l'Orénoque. 
Remplacé par Federmann pendant son absence jusqu'en 1538, Charles Quint le confirme en 1539 comme gouverneur et capitaine général. L'expédition de Hohermuth découvre quelques affluents occidentaux de l'Orénoque.
Hohermuth a probablement atteint la région de l'actuelle province de Putumayo à la frontière entre la Colombie et l'Équateur, découvrant le Río Caquetá et le Río Putumayo, tous deux affluents de l'Amazone.
Ses notes parlent d'une chaîne de montagnes où il a été attaqué par une tribu indienne appelée Omaguas (pt). Lors du voyage, son équipe d'expédition a été décimée à tel point que peu de temps après, contraint par les participants restants, il a dû rebrousser chemin. Cette chaîne de montagnes est probablement la Serranía de Chiribiquete, encore aujourd'hui presque inaccessible et située à l'est de l'actuelle province colombienne de Caquetá. 
Il meurt alors qu'il préparait une seconde expédition au pays de l'or.